# بوب هاريس (لاعب كرة قاعدة)
بوب هاريس (بالإنجليزية: Bob Harris)‏ هو لاعب كرة قاعدة أمريكي، ولد في 1 مايو 1915 في جيليت في الولايات المتحدة، وتوفي في 8 أغسطس 1989 في نورث بلات في الولايات المتحدة.